# Brdo ob Baškem jezeru
Brdo ob Baškem jezeru (nemško Egg am Faaker See) je naselje Statutarnega mesta Beljak na Koroškem v Avstriji.